# Livedoor メール
livedoor メール（ライブドアメール、またはドアメール）は、NHN Japan株式会社が提供していたフリーメールサービス。

## 歴史
2000年8月4日、「ライブドア･ウェブメール」として誕生。

### 日本初の1GBフリーメールサービス
2004年7月1日、1GB容量のウェブメール「livedoor ギガメーラー」としてベータサービスを開始。ギガバイト級の容量を有するメールサービスは当時すでにGoogleのベータ版Gmailが先んじて登場していたが、日本語対応のウェブメールでは同サービスが初めてだった。なお、この時点ではlivedoor Blog PROとlivedor接続サービスの有料プランを利用している会員の中から先着1万人限定で登録を受け付けるのみに止まっていた。また、容量はメールボックスとブリーフケースの50MBを合わせての1GBだった。
同年8月4日にはユーザー数制限が解除され、libedoor IDを登録すれば誰でも利用できるようになり、同時に日本エフ・セキュア社による無料のウイルスメール対策サービスも提供開始。同月17日には携帯電話からの利用に対応。さらに同年9月2日には日英・英日の自動翻訳機能を追加。
そして同年12月27日より、正式サービスへと移行。同時に2005年2月から月額294円の有料オプション「livedoor ギガメーラープラス」を提供する意向を発表。
翌年2月23日、事前の発表通り「livedoor ギガメーラープラス」の提供を開始。有料サービスではメールボックス容量が1GBから2GBへと拡大され、POP受信できるアカウントが3から10へと増加。また、通常であれば60日間以上の利用（ログインなど）がない場合、データが削除されることがあったが、有料版ではその制限が省かれることになった。

### Google・Gmailの採用
同サービスは200万人の利用者を抱える規模にまで至ったものの、オープン以来赤字が続いており、収益化のためのリニューアルを必須としていた。そのため2007年7月24日、Googleが提供する無料メールサービス「Gmail」を採用した、新しいメールシステムへの移行を発表。これに伴い、容量は2GBとなり、有料オプションは終了（メールプラス自体は残るが、課金は2007年8月以降なくなる）。インターフェースはGmailのものとほぼ同様で、ロゴがライブドアのものとなっている。メールアドレスの形式は「＠サブドメイン.livedoor.com」から「＠livedoor.com」へと変更された。なお、旧livedoorメールのデータ移行は申し込み制となっており、申請が必要である。フォルダ設定、フィルタ設定、送信メール等は移行されない。なお、一定期間ログインしていなかった場合もアカウントは削除されない点が他のフリーメールと異なる。
2007年10月12日にGoogleが公式ブログでGmailの容量大幅拡大を発表した事に伴い後日、livedoorメールも容量が約4GBとなった。その後もGmailの容量拡大にあわせており2012年1月現在はGmailの7666MBに対して、
7660MBとなっている。
サービス開始当初からNTTドコモの全機種が対応していなかったが、2009年からはFOMAシリーズ全機種(movaシリーズには非対応)に対応した。なお、携帯版にログインした際「Gmail の受信トレイ」と表示される部分が「livedoorメール の受信トレイ」とは表示されず「livedoor.com の受信トレイ」と表示される。
なお、Gmailとの機能上の相違点として、Gmail Labsが利用できず、テーマ機能もない。

### サービス終了
2013年10月31日にlivedoorメールサービス終了。